# Верхньодвінськ (станція)
Верхньодві́нськ (біл. Верхнядзві́нск), до 1965 року — Дри́са (біл. Дры́са) — проміжна залізнична станція 4-го класу Вітебського відділення Білоруської залізниці на лінії Полоцьк — Бігосово між станцією Свольно (12,5 км) та зупинним пунктом Сар'янка (5 км). Розташована в селі Боровка та за 3,5 км від  однойменного районого центру Вітебської області.

## Історія
Станція відкрита 1866 року під первинною назвою Дриса, під час будівництва Риго-Орловської залізниці. 1965 року станція отримала сучасну назву — Верхньодвінськ.

## Пасажирське сполучення
На станції Верхньодвінськ зупиняються регіональні поїзди економкласу сполученням Полоцьк — Бігосово.